# オーストラリア聖公会

オーストラリア聖公会の紋章
オーストラリア聖公会の旗

オーストラリア聖公会（英語: Anglican Church of Australia）は、アングリカン・コミュニオンに所属する、オーストラリアに於ける聖公会の教会。
現在ではオーストラリア全人口の約20％がこの教会に所属している。世界教会協議会（WCC）の会員。

## 歴史
1787年、リチャード・ジョンソン牧師がニューサウスウェールズ州で宣教活動を始めた。かつては最も信徒数の多い教会だったが、移民政策が変更されてからはイタリアやポーランド、クロアチアといったカトリック圏からの移民が増えたため、今日ではカトリックの信徒が最も多くなった。

## 信条
おおむねイングランド国教会を踏襲しているが、一部見解の相違も見られる。1992年に初めての女性司祭、2008年に初めての女性主教が誕生していて、2017年には西オーストリア大主教区で初めての大主教が誕生しているが、女性司祭さえも認めない教区も少数ある。
カンタベリー大主教ローワン・ウィリアムズが同性愛者の司祭を承認すると、オーストラリア聖公会の中からは異論が噴出した。シドニーの大主教ピーター・ジェンセンは熱烈に反対した。
世界教会協議会に所属している。